# Hexapodibius reginae
Hexapodibius reginae är en djurart som tillhör fylumet trögkrypare, och som beskrevs av Béla Vargha 1995. Hexapodibius reginae ingår i släktet Hexapodibius och familjen Calohypsibiidae. Inga underarter finns listade i Catalogue of Life.